# Glenn L. Martin Company

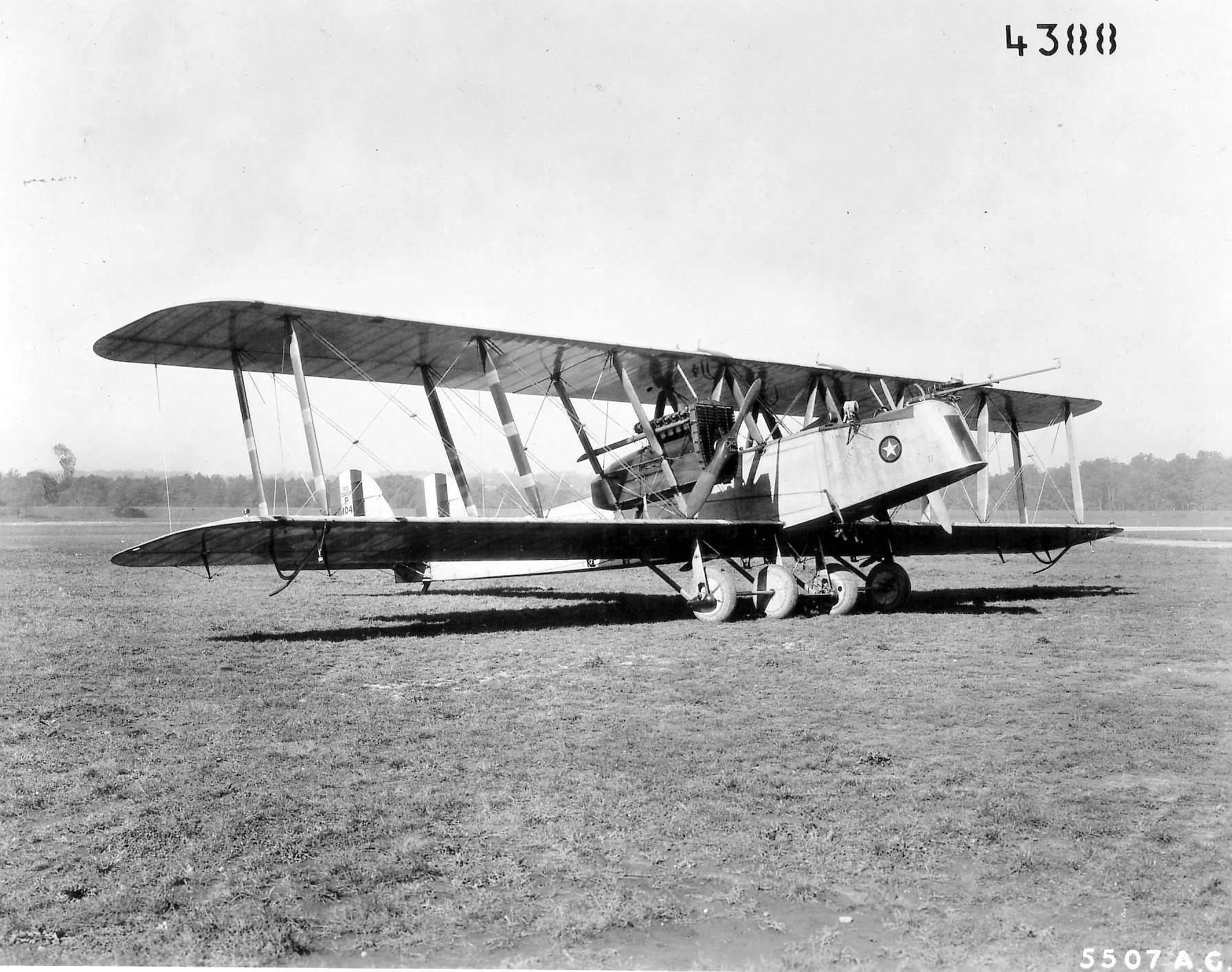
Bombardér Martin MB-1 v roce 1936

Glenn L. Martin Company byl americký letecký výrobce, založený americkým průkopníkem letectví Glennem L. Martinem. Společnost existovala v letech 1912–1961 a pak několikrát prošla fúzí na jejichž konci byl jeden z největších leteckých výrobců Lockheed Martin.

## Počátky
Glenn L. Martin Company byla založena 16. srpna 1912. Martin nejprve začal stavbou vojenských cvičných letadel, která vyráběl v kalifornské Santa Anně. V roce 1916 přijal nabídku Wright Company na vytvoření Wright-Martin Company, což se stalo v srpnu téhož roku. Spolupráce nefungovala dobře a Martin firmu opustil, aby vytvořil novou společnost Glenn L. Martin. Stalo se tak 10. září 1917 ve městě Cleveland ve státě Ohio.

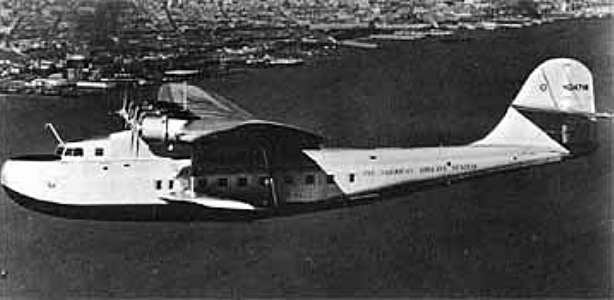
Martin Model 130 China Clipper

## Meziválečné období
Prvním úspěchem továrny byl bombardovací dvouplošník Martin MB-1, objednaný US Army 17. ledna 1918. Stroj vstoupil do služby až po skončení první světové války. Jeho vylepšený následovník Martin MB-2 byl taktéž přijat pro sériovou výrobu. Bylo vyrobeno 20 kusů (prvních 5 pod označením MB-2, zbytek jako NBS-1 – noční bombardér s krátkým doletem). Původně bylo objednáno o 110 kusů více, ale výroba se nerealizovala u firmy Martin. Letectvo totiž zakoupilo práva na letoun a nechalo si zbytek série vyrobit u firem Curtiss-Wright (50ks), L.W.F. Engineering (35ks) a Aeromarine (25ks). Používalo ho celkem 7 squadron (Virginie 4, Havaj 2 a jedna na Filipínách).
V roce 1924 pro změnu Glenn L. Martin díky lepší ceně získal objednávku na výrobu průzkumného bombardéru Curtiss SC-1, kterých vyrobil celkem 404 kusů. V roce 1929 firma prodala svou továrnu v Clevelandu a postavila zcela novou poblíž města Baltimore v Middle River ve státě Maryland. Ve třicátých letech Martin stavěl létající čluny pro US Navy a vyvinul také průkopnický bombardér Martin B-10, který přinesl řadu technických zlepšení. Vyrobil také létající člun Martin Model 130 China Clipper, který používaly aerolinie Pan Am pro spojení San Francisca a Manily.

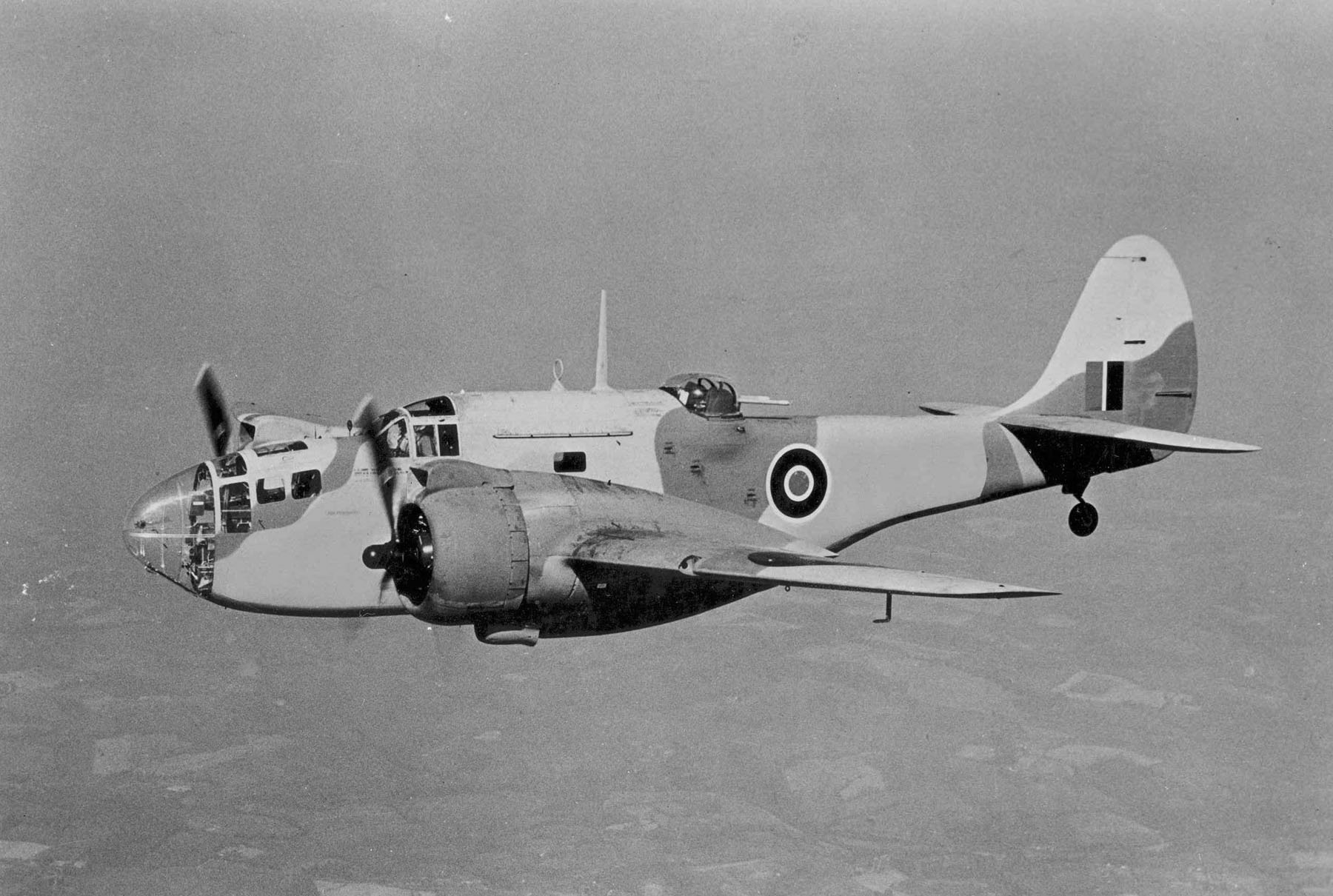
Lehký bombardér Martin Baltimore

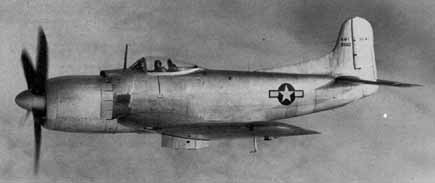
Palubní bombardér Martin AM Mauler

## Druhá světová válka
Ve stavbě létajících člunů společnost pokračovala i během druhé světové války, kdy vyráběla úspěšný Martin PBM Mariner a velký létající člun JRM Mars. Společnost také za války stavěla několik typů bombardérů. Lehký bombardér Martin Maryland byl stejně jako následující Martin Baltimore vyráběn především na vývoz. Nejúspěšnější druhoválečnou konstrukcí firmy byl střední bombardér Martin B-26 Marauder, vyrobený ve více než 5 000 kusech.
Firma také v licenci postavila 531 kusů těžkého bombardéru Boeing B-29 Superfortress. Byly mezi nimi i kusy Enola Gay a Bockscar, které shodily atomové pumy na Hirošimu a Nagasaki.
Neúspěšný byl projekt víceúčelového palubního bombardéru Martin AM Mauler, který byl operačně používán jen několik let.

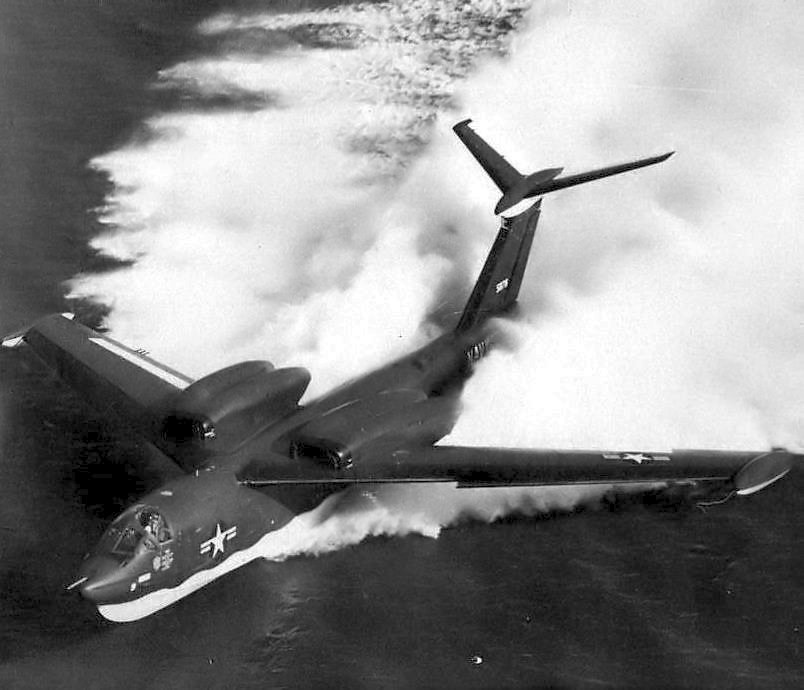
Martin P6M SeaMaster

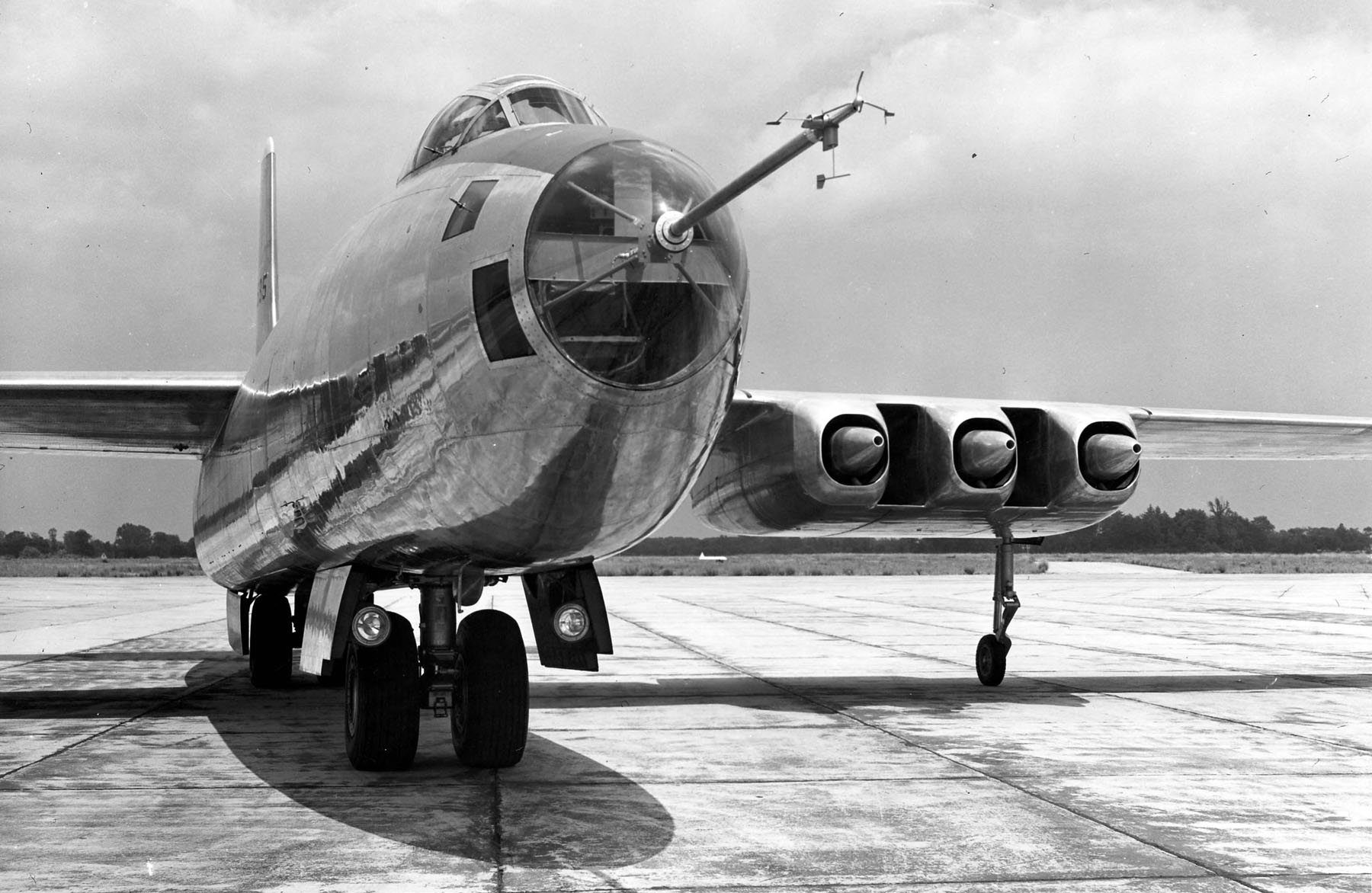
Prototyp bombardovacího letounu Martin XB-48

## Poválečný vývoj
Krátce po skončení války firma vyvíjela prototypy proudových bombardérů první generace. Ani Martin XB-48, ani Martin XB-51 nebyly nikdy sériově vyráběny. V licenci byl vyráběn britský bombardér English Electric Canberra a to pod označením Martin B-57 Canberra. V padesátých letech byl vyráběn také létající člun Martin P5M Marlin a dvoumotorový dopravní letoun Martin 4-0-4.
Na přelomu 40. a 50. let byl vyráběn námořní hlídkový letoun Martin P4M Mercator.
Zajímavým typem byl létající člun s proudovými motory Martin P6M SeaMaster, který měl sloužit jako strategický bombardér. Typ byl velice blízko vstupu do služby a bylo dokonce vyrobeno 12 kusů, než ho v jeho roli vytlačily balistické střely Polaris.
V roce 1961 se Glenn L. Martin spojil se společností American-Marietta Corporation, čímž vznikla společnost Martin Marietta. Ta se v roce 1995 sloučila se společností Lockheed a tím vznikl zbrojní gigant Lockheed-Martin.

## Zajímavosti
Společnost Martin zaměstnávala řadu významných amerických konstruktérů a zakladatelů leteckých výrobců jako byl Donald Douglas, Lawrence Bell, James S. McDonnell (McDonnell Aircraft Corporation), J.H. "Dutch" Kindleberger (North American), Hans Multhopp a C. A. Van Dusen (Brewster).
William Boeing, zakladatel společnosti Boeing, se pod vedením Glenna L. Martina učil létat a také u jeho společnosti zakoupil svůj první letoun.